# Palestine Hotel
Koordinaten: 33° 19′ N, 44° 25′ O
Das Palestine Hotel ist ein 18 Stockwerke hohes Hotel in der irakischen Hauptstadt Bagdad.
Das Gebäude wurde 1982 von der französischen Hotelkette Le Méridien als 4-Sterne-Unterkunft errichtet. Es liegt unmittelbar am Firdaus-Platz („Paradiesplatz“), auf dem bis 2003 eine Statue des Diktators Saddam Hussein stand. Nach dem Embargo infolge des Ersten Golfkrieges trennte sich Le Méridien von seinem Bagdader Hotel. Es wurde von einem örtlichen Hotelier übernommen und erhielt seinen heutigen Namen Palestine. Im Dritten Irakkrieg 2003 war das Hotel Wohn- und Arbeitsstätte ausländischer Journalisten. So arbeiteten auch die deutschen Reporter Antonia Rados und Ulrich Tilgner im Palestine.
Am 8. April 2003 hatte ein amerikanischer Panzer auf das Hotel geschossen und dabei sowohl einen Kameramann der Nachrichtenagentur Reuters, als auch einen Journalisten des spanischen Fernsehens getötet. Drei weitere Journalisten wurden verletzt. Angeblich hatten die Soldaten die Kameraobjektive auf den Hotelbalkonen für Artilleriegeschütze gehalten. Laut Komitee zum Schutz von Journalisten war den US-Kommandeuren hingegen bekannt, dass es von ausländischen Journalisten belegt war und nicht beschossen werden solle.
Am 24. Oktober 2005 detonierte neben dem Hotel eine Bombe, die in einem Zementlastwagen deponiert war. Die Empfangshalle des Hotels wurde dabei zerstört.